# Pampangan
Pampangan, także: Pampango, Kapampangan – lud filipiński zamieszkujący południowo-zachodnią i środkową część wyspy Luzon, prowincje Pampanga, Nueva Ecija, Tarlac. Ich populacja wynosi 2 mln osób. W przeważającej mierze wyznają katolicyzm. Posługują się językiem pampango z rodziny austronezyjskiej i wykształcili piśmiennictwo na bazie alfabetu łacińskiego.
Tradycyjnie zajmują się rolnictwem ręcznym (uprawa ryżu i warzyw). Współcześnie uprawia się ryż i trzcinę cukrową. Pod względem kultury materialnej są bliscy Tagalom.
Pierwsze kontakty z Europejczykami nawiązali pod koniec XVI wieku. Chrystianizacja i dominacja hiszpańska w znacznym stopniu przekształciły ich kulturę. Mają bogaty folklor (przysłowia, opowieści, mity). Wpływ kultury hiszpańskiej przyczynił się do powstania rozmaitych mieszanych form sztuki.
Struktura społeczna jest oparta na bilateralnym systemie pokrewieństwa. Małżeństwo ma charakter neolokalny bądź bilokalny. 